# Watton-at-Stone
Watton-at-Stone è un villaggio e parrocchia civile dell'Inghilterra, appartenente alla contea dell'Hertfordshire.